# Uriash
Uriash (podle obra z rumunských legend) byl rod menšího sauropodního dinosaura ze skupiny Titanosauria (Lithostrotia). Žil v období pozdní křídy (stupeň maastricht, před 72 až 66 miliony let) na území dnešního Rumunska (tzv. údolí Haţeg).

## Objev
Fosilie tohoto sauropodního dinosaura byly objeveny v sedimentech geologického souvrství Sânpetru. Původně byl fosilní materiál tohoto dinosaura přisouzen druhu Petrustitan hungaricus (který byl zase dříve označen jako Magyarosaurus hungaricus,  jak jej v roce 1932 pojmenoval německý paleontolog Friedrich von Huene). Společně s těmito dvěma titanosaurními sauropody sdíleli ekosystémy i další sauropodi, například rody Magyarosaurus a Paludititan. Taxon Uriash kadici byl formálně popsán v únoru roku 2025, spolu s již zmíněným taxonem Petrustitan hungaricus.
Rodové jméno odkazuje k postavě legendárního obra z rumunských mýtů, druhové je poctou maďarskému geologovi jménem Ottokár Kadić (1876–1957).

## Popis
Uriash byl menší až středně velký titanosaurní sauropod, charakteristický dlouhým krkem a malou hlavou, dlouhým ocasem a čtyřmi sloupovitými končetinami. Trup byl poměrně široký. Podle provedených měření a odhadů dosahoval zkoumaný exemplář délky asi 8,83 až 11,87 metru a jeho hmotnost se pohybovala mezi 5 a 8 tunami.